# Jermaine Easter
Jermaine Maurice Easter (født 15. januar 1982 i Cardiff, Wales) er en walisisk tidligere fodboldspiller (angriber). 
Easter tilbragte størstedelen af sin karriere i de lavere engelske rækker, hvor han repræsenterede klubber på tværs af landet, primært i League One og The Championship. Af hans hold kan blandt andet nævnes Wycombe Wanderers, MK Dons og Crystal Palace.
Easter spillede desuden 12 kampe for det walisiske landshold. Han debuterede for holdet i en venskabskamp mod Nordirland 6. februar 2007.